# Visigotisch schrift

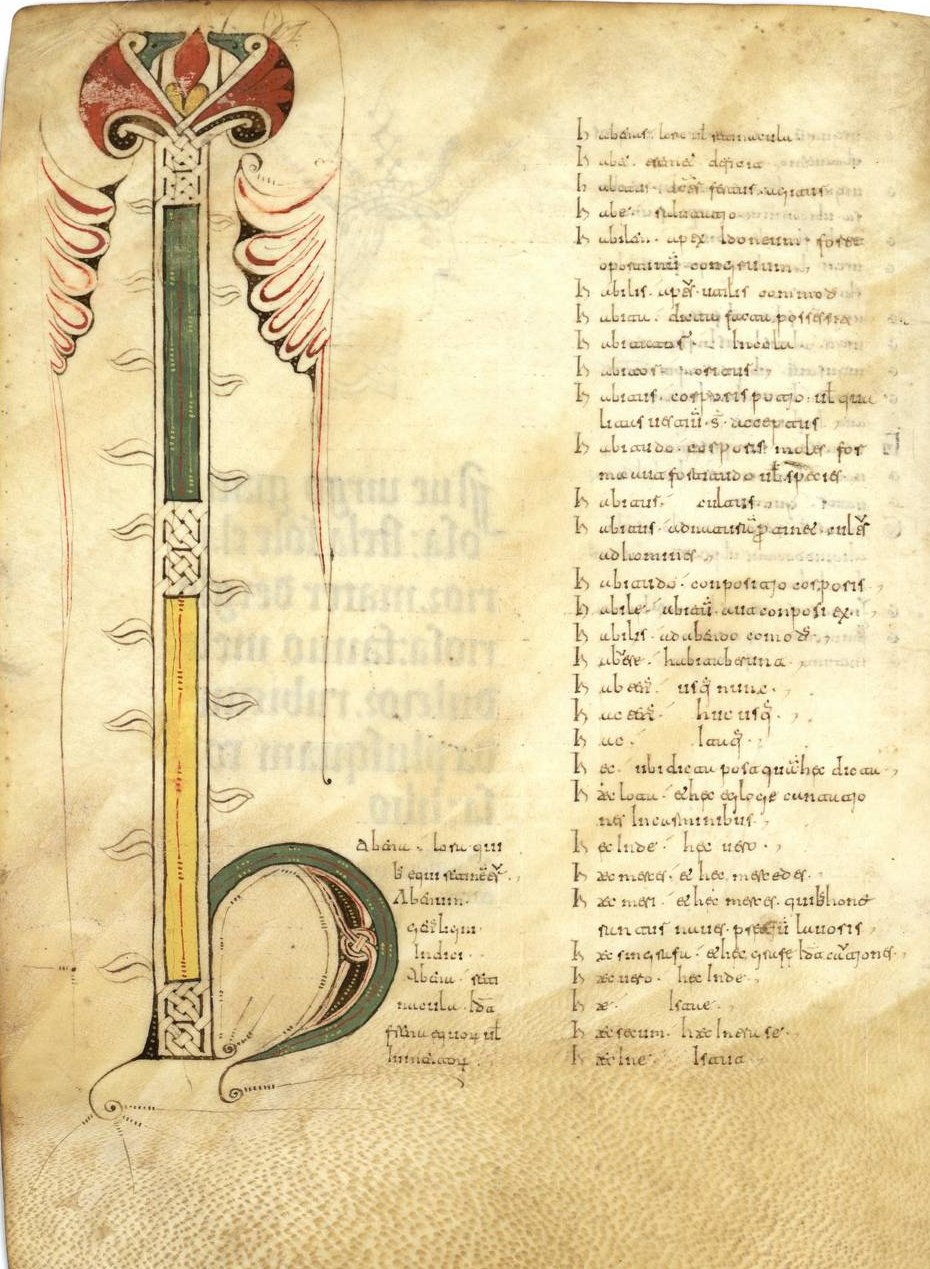
Visigotisch schrift, Glossarium latinum, Glossae super canones de concilio apostolorum, Real Academia de Historia. Signatura: Cod. 46.

Visigotisch schrift was een schrift dat uit het Romeinse schrift ontstond op het Iberisch Schiereiland na de ondergang van het Romeinse rijk en het verdwijnen van het centrale gezag. Het wordt ook littera Toletana en littera Mozarabica genoemd.

## Historie
Her Visigotische schrift ontstond in de 7e eeuw uit de Romeinse minuskelcursief, maar nam ook een aantal elementen uit de half-unciaal en uit de unciaal over zoals bv. de typische letter “g”. Het is een vrij goed leesbaar schrift dat dankzij het feit dat Spanje niet ingelijfd werd bij het Karolingische rijk, tot aan de 13e eeuw in gebruik bleef. Het schrift is, door zijn herkomst, vrij verwant met het Merovingisch schrift en met het Beneventaans schrift.
Er zijn twee vormen van het schrift, de meer afgeronde die als boekschrift werd gebruikt en de cursieve vorm die voor documenten, charters en akten werd gebruikt.
Het schrift werd na de inval van de Moren in 711 verder gebruikt in het door de Moren bezette gebied, vandaar de naam littera Mozarabica. Daarnaast werd het in de rest van Spanje, het koninkrijk Asturië en in het huidige Portugal gebruikt.
Het Visigotische schrift zou langzaamaan verdrongen worden door de Karolingische minuskel. Bij het begin van de 9e eeuw had de Karolingische minuskel al het Visigotische script vervangen in Catalonië. In Galicië en Asturië daarentegen was het nog in gebruik in de twaalfde eeuw. In de kanselarij van Urraca van Castilië en León werden tussen 1109 en 1126 alle charters nog geschreven in het Visigotisch, dat weliswaar al een sterke Karolingische invloed had ondergaan. Uit 1158 is er nog een akte van Doña Sancha, de zus van Alfonso VII die in het Visigotisch geschreven is. In Portugal blijft het Visigotische schrift nog iets langer in gebruik dan in Castilië.
Er zouden 281 manuscripten in dit schrift bewaard zijn gebleven

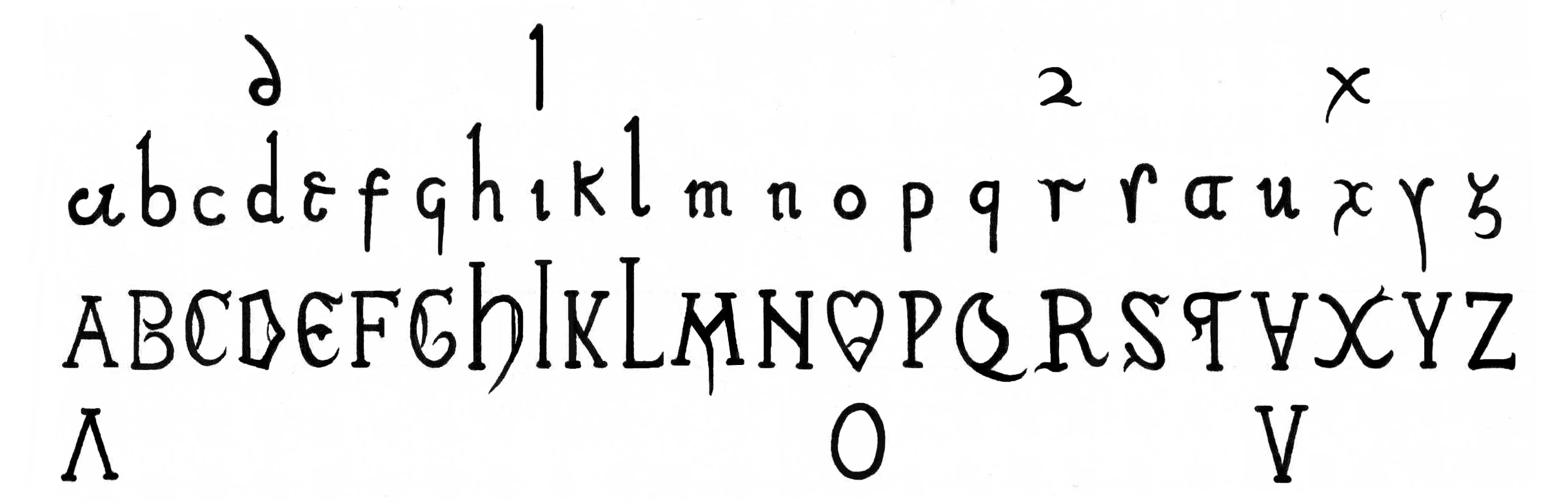
Alfabet in Visigotisch schrift.

## Lettervorm
Een van de typische schrifttekens in het Visigotisch is de cedille (c met cedille ç) die werd ingevoerd om typisch Spaanse klanken weer te geven. De cedille, nog lijkend op een aanhangsel in de vorm van de letter z, is al in de oudste documenten in het Catalaans terug te vinden.
Voor een omstandige beschrijving van dit schrift, met alfabet en voorbeelden zie de externe referenties “Medieval writing” en "Fonts for Latin Paleography".

## Enkele werken in het Visigotisch
- Libellus Orationum, late 7e of vroege 8e eeuw in Tarragona, Verona, Cathedral, Biblioteca Capit. Cod. LXXXIX
- La Cava Bijbel, 9e eeuw in Asturië, La Trinità della Cava, Bibliotheca della Badia, MS. Memb. I.
- Mozarabische Bijbel van St. Isidorus, ca. 960, Mozarabische abdij van Valeránica, Archivo Capitular de la Real Colegiata de San Isidoro de León.
- Beatus van Liébana - Girona Beatus, ca. 975 in de abdij van Tábara, Kathedraal van Gerona, Núm. Inv. 7 (11)
- Beatus of Liébana - The Morgan Beatus, Midden 10e eeuw, San Salvador de Tábara, Pierpont Morgan Library, Ms. 644.